# Phyllachora fici-variolosae
Phyllachora fici-variolosae är en svampart som beskrevs av Petr. 1947. Phyllachora fici-variolosae ingår i släktet Phyllachora och familjen Phyllachoraceae.   Inga underarter finns listade i Catalogue of Life.